# Levantamiento de los exiliados políticos polacos en Siberia
El levantamiento siberiano o Insurrección del Baikal (en polaco: powstanie zabajkalskie o powstanie nad Bajkałem; en ruso: Кругобайкальское восстание), fue un breve levantamiento de unos 700 prisioneros políticos y exiliados polacos (los sybiracy) en Siberia, contra el Imperio ruso, que comenzó el 24 de junio de 1866 y duró unos días, hasta su derrota el 28 de junio.

## Antecedentes

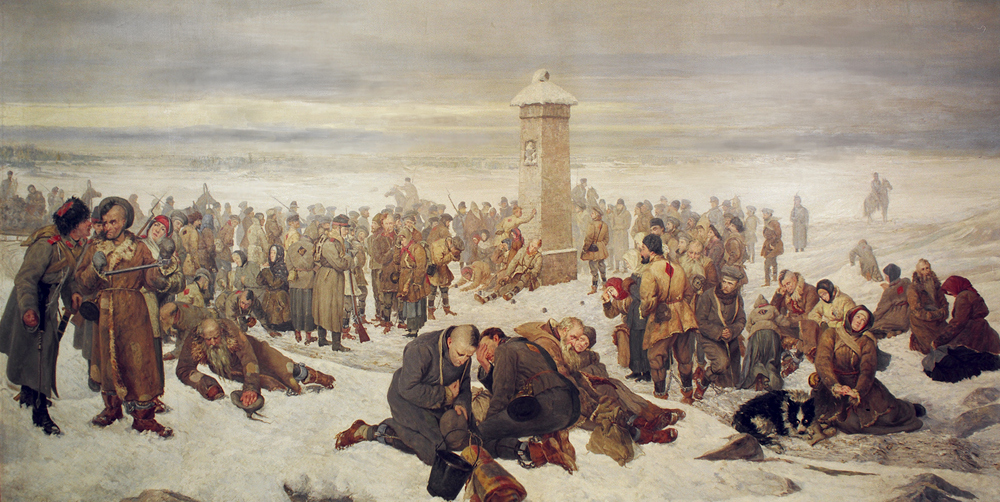
Adiós a Europa por Aleksander Sochaczewski.

Después del fracaso del Levantamiento de Enero en Polonia en 1863-1865, el Imperio ruso deportó a muchos de los polacos involucrados a Siberia.
Los insurgentes tuvieron breves contactos con los nacionalistas siberianos, que esperaban un levantamiento general siberiano y el establecimiento de la república de Svobodoslavia (Свободославия). También tuvieron contacto con Nikolái Serno-Soloviévich; otro grupo que apoyaba a los insurgentes fue Tierra y Libertad (Zemliá i Volia) con escritores como Nikolái Chernyshevski y Aleksandr Herzen. Los polacos y los rusos planearon un gran levantamiento bajo Chernyshevski y Walenty Lewandowski, pero debido a la traición, una ola de arrestos interrumpió sus planes.
Aunque los arrestos impidieron que se produjera un levantamiento importante, un grupo de unos 700 polacos asignados a la construcción de la Ruta Circumbaikal (Circumbaikal Highway) decidió desarmar a los guardias y huir a través de Mongolia a China, donde esperaban encontrar barcos ingleses y regresar a Europa a través de América.

## El levantamiento
Los insurgentes se llamaban a sí mismos una Legión Siberiana de Polacos Libres (Syberyjski Legion Wolnych Polaków). Con cerca de 700 personas y liderados por Narcyz Celiński y Gustaw Szaramowicz atacaron a las unidades cercanas del ejército ruso, comenzando con su escolta de 138 soldados. Liberaron a otros pequeños grupos de presos y allanaron instituciones locales como la oficina de correos. Sin embargo, algunos de los soldados rusos (cosacos) capturados lograron escapar y alertaron al gobernador general en Irkutsk. Se produjo una importante movilización de las fuerzas rusas en Siberia, con muchos miles de efectivos convergiendo sobre los insurgentes. Los insurgentes se dividen, por un lado Celiński tratando de evadir a las fuerzas enemigas y por otro Szaramowicz tratando de romperlas. Algunos de los insurgentes se rindieron rápidamente, en particular los que se contentaron con la amnistía parcial y la reducción de las sentencias que recibieron tras el intento de asesinato de Alejandro II de Rusia en abril de ese año. El 28 de junio, los demás, comandados por Szaramowicz, fueron derrotados en la batalla de Míshija (Miszychna, Мишиха).

## Repercusiones
La mayoría de los insurgentes fueron asesinados o capturados. Prácticamente ninguno escapó, aunque algunos fueron tomados prisioneros semanas después de que comenzara el levantamiento. A todos los 400 supervivientes se les aumentó la condena, y cuatro de los líderes debían ser ejecutados (además de Celiński y Szaramowicz, Władysław Kotkowski y Jakub Reiner). Se les permitió escribir cartas a sus familias, pero nunca fueron entregadas, ya que la entrega fue detenida por una orden personal del zar Alejandro II de Rusia[cita necesaria].
El poeta polaco Kornel Ujejski dedicó uno de sus poemas a este acontecimiento y una calle de Irkutsk lleva también el nombre de los insurgentes polacos.